# Hoya (plante)
Pour les articles homonymes, voir Hoya.
Genre
Hoya est un genre de plantes à fleurs de la famille des Asclepiadaceae, ou des Apocynaceae selon la classification phylogénétique. Ce genre regroupe 200 à 300 espèces tropicales, dont, parmi les plus répandues :
- Hoya bella
- Hoya carnosa

Les espèces sont parfois nommées « fleurs de porcelaine » ou « fleurs de cire ».

## Liste d'espèces
Selon Catalogue of Life (12 mars 2013) :
- Hoya australis
- Hoya carnosa
- Hoya chinghungensis
- Hoya commutata
- Hoya cordata
- Hoya dasyantha
- Hoya fungii
- Hoya fusca
- Hoya griffithii
- Hoya kerrii
- Hoya lacunosa
- Hoya lasiogynostegia
- Hoya liangii
- Hoya lii
- Hoya linearis
- Hoya lipoensis
- Hoya longifolia
- Hoya lyi
- Hoya mekongensis
- Hoya mengtzeensis
- Hoya multiflora
- Hoya nervosa
- Hoya nicobarica
- Hoya ovalifolia
- Hoya pandurata
- Hoya polyneura
- Hoya pottsii
- Hoya radicalis
- Hoya revolubilis
- Hoya salweenica
- Hoya siamica
- Hoya silvatica
- Hoya thomsonii
- Hoya villosa

Selon ITIS (12 mars 2013) :
- Hoya australis R. Br. ex J. Traill
- Hoya carnosa (L. f.) R. Br.

Selon NCBI (12 mars 2013) :
- Hoya acuta
- Hoya affinis
- Hoya albiflora
- Hoya anulata
- Hoya archboldiana
- Hoya ariadna
- Hoya australis
- Hoya bella
- Hoya bilobata
- Hoya bordenii
- Hoya cagayanensis
- Hoya camphorifolia
- Hoya cardiophylla
- Hoya carnosa
- Hoya caudata
- Hoya ciliata
- Hoya cinnamomifolia
- Hoya citrina
- Hoya cominsii
- Hoya crassipes
- Hoya cumingiana
- Hoya curtisii
- Hoya darwinii
- Hoya davidcummingii
- Hoya dennisii
- Hoya dimorpha
- Hoya diptera
- Hoya diversifolia
- Hoya edeni
- Hoya erythrostemma
- Hoya finlaysonii
- Hoya glabra
- Hoya globulosa
- Hoya gracilis
- Hoya heuschkeliana
- Hoya hypolasia
- Hoya imbricata
- Hoya incrassata
- Hoya inflata
- Hoya kentiana
- Hoya kerrii
- Hoya lacunosa
- Hoya lanceolata
- Hoya leucorhoda
- Hoya limoniaca
- Hoya linearis
- Hoya loheri
- Hoya longifolia
- Hoya macgillivrayi
- Hoya manipurensis
- Hoya meliflua
- Hoya merrillii
- Hoya mitrata
- Hoya multiflora
- Hoya neoebudica
- Hoya nicholsoniae
- Hoya obovata
- Hoya obscura
- Hoya odorata
- Hoya patella
- Hoya pauciflora
- Hoya pentaphlebia
- Hoya polyneura
- Hoya polystachya
- Hoya pottsii
- Hoya praetorii
- Hoya pseudolittoralis
- Hoya pubera
- Hoya pubicalyx
- Hoya retusa
- Hoya serpens
- Hoya solaniflora
- Hoya spartioides
- Hoya telosmoides
- Hoya thomsonii
- Hoya tsangii
- Hoya venusta
- Hoya verticillata
- Hoya vitellina
- Hoya vitellinoides
- Hoya vitiensis
- Hoya wallichii
- Hoya waymaniae
- Hoya wightii

Selon Tropicos (12 mars 2013) :
- Hoya acuminata (Wight) Benth. ex Hook. f.
- Hoya acuta Haw.
- Hoya aeschynanthoides Schltr.
- Hoya affinis Hemsl.
- Hoya alata K.D. Hill
- Hoya alba Kostel.
- Hoya albens John Miller ex Steudel
- Hoya albiflora Zipp. ex Blume
- Hoya aldrichii Hemsl.
- Hoya alexicaca (Jacq.) Moon
- Hoya amboinensis Warb.
- Hoya amoena Bakh. f.
- Hoya angustifolia J. Traill
- Hoya angustisepala Schltr. ex C.M. Burton
- Hoya anulata Schltr.
- Hoya apiculata Scheffer
- Hoya apoda S. Moore
- Hoya archboldiana C. Norman
- Hoya ariadna Decne.
- Hoya arnottiana Wight
- Hoya attenuata Christoph.
- Hoya australis R. Br. ex J. Traill
- Hoya baishaensis S.Y. He & P.T. Li
- Hoya balansae Costantin
- Hoya bandaensis Schltr.
- Hoya barbata (R. Br.) Spreng.
- Hoya barracki Horne ex Baker
- Hoya bawanglingensis S.Y. He & P.T. Li
- Hoya bella Hook.
- Hoya benguetensis Schltr.
- Hoya betchei (Schltr.) Whistler
- Hoya bhutanica Grierson & D.G. Long
- Hoya bicarinata A. Gray
- Hoya billardieri Decne.
- Hoya bilobata Schltr.
- Hoya bonii Costantin
- Hoya bordenii Schltr.
- Hoya brittonii Kloppenb.
- Hoya brooksii Ridl.
- Hoya browniana Koord.
- Hoya brunoniana Wight
- Hoya burmanica Rolfe
- Hoya buruensis Miq.
- Hoya calycina Schltr.
- Hoya campanulata Blume
- Hoya camphorifolia Warb.
- Hoya cardiophylla Merr.
- Hoya carnosa (L. f.) R. Br.
- Hoya caudata Hook. f.
- Hoya cavaleriei H. Lév.
- Hoya celebica Boerl.
- Hoya chinensis (Lour.) J. Traill
- Hoya chinghungensis (Tsiang & P.T. Li) M.G. Gilbert, P.T. Li & W.D. Stevens
- Hoya chlorantha Rech.
- Hoya chloroleuca Schltr.
- Hoya chunii P.T. Li
- Hoya ciliata Elmer ex C.M. Burton
- Hoya cinnamomifolia Hook.
- Hoya citrina Ridl.
- Hoya clandestina Blume
- Hoya coccinea hort. ex Lemaire
- Hoya cochinchinensis (Lour.) Schult.
- Hoya collina Schltr.
- Hoya collyrioides Teijsm. & Binn.
- Hoya cominsii Hemsl.
- Hoya commutata M.G. Gilbert & P.T. Li
- Hoya cordata P.T. Li & S.Z. Huang
- Hoya coriacea Blume
- Hoya corona-ariadnes Blume
- Hoya coronaria Blume
- Hoya costantinii P.T. Li
- Hoya crassicaulis Elmer ex Kloppenb.
- Hoya crassifolia (J. Jacq.) Haw.
- Hoya crassior Hochr.
- Hoya crassipes Turcz.
- Hoya cumingiana Decne.
- Hoya curtisii King & Gamble
- Hoya dalrympliana F. Muell.
- Hoya darwinii Loher
- Hoya dasyantha Tsiang
- Hoya davidcummingii Kloppenb.
- Hoya dennisii P.I. Forst. & Liddle
- Hoya densifolia Turcz.
- Hoya dickasoniana P.T. Li
- Hoya dictyoneura K. Schum.
- Hoya diptera Seem.
- Hoya dischorensis Schltr.
- Hoya diversifolia Blume
- Hoya dodecatheiflora Fosberg
- Hoya dolichosparte Schltr.
- Hoya edanoi C.M. Burton
- Hoya edeni King ex Hook. f.
- Hoya eitapensis Schltr.
- Hoya el-nidicus Kloppenb.
- Hoya elegans Boerl.
- Hoya elliptica Hook. f.
- Hoya elmeri Merr.
- Hoya endauensis Kiew
- Hoya engleriana Hosseus
- Hoya epedunculata Schltr.
- Hoya erythrina Rintz
- Hoya erythrostemma Kerr
- Hoya esquirolii H. Lév.
- Hoya excavata Teijsm. & Binn.
- Hoya exilis Schltr.
- Hoya filiformis Rech.
- Hoya finlaysonii Wight
- Hoya fischeriana Warb.
- Hoya flagellata Kerr
- Hoya flavescens Schltr.
- Hoya flavida P.I. Forst. & Liddle
- Hoya flexuosa (R. Br.) Spreng.
- Hoya forbesii King & Gamble
- Hoya formosana T. Yamaz.
- Hoya fraterna Blume
- Hoya fungii Merr.
- Hoya fusca Wall.
- Hoya fuscomarginata N.E. Br.
- Hoya galpinii Schltr.
- Hoya gigantanganensis Kloppenb.
- Hoya gigas Schltr.
- Hoya glabra Schltr.
- Hoya globiflora Ridl.
- Hoya globulifera Blume
- Hoya globulosa Hook. f.
- Hoya golamcoana Kloppenb.
- Hoya gonoloboides Regel
- Hoya gracilipes Schltr.
- Hoya gracilis Schltr.
- Hoya grandiflora (R. Br.) Spreng.
- Hoya graveolens Kerr
- Hoya greenii Kloppenb.
- Hoya griffithii Hook. f.
- Hoya guppyi Oliv.
- Hoya gymnanthera Wight
- Hoya hainanensis Merr.
- Hoya halophila Schltr.
- Hoya hasseltii (Blume) Miq.
- Hoya hellwigii Warb. ex K. Schum. & Lauterb.
- Hoya hollrungii Warb. ex K. Schum. & Lauterb.
- Hoya hookeriana Wight
- Hoya hypolasia Schltr.
- Hoya iconum Santapau
- Hoya imbricata Callery ex Decne.
- Hoya imperialis Lindl.
- Hoya inconspicua Hemsl.
- Hoya incrassata Warb. in Perkkins
- Hoya incurvula Schltr.
- Hoya inflata (P.I. Forst., Liddle & I.M.Liddle) L. Wanntorp & P.I. Forst.
- Hoya intermedia A.C. Sm.
- Hoya ischnopus Schltr.
- Hoya javanica Boerl.
- Hoya jianfenglingensis S.Y. He & P.T. Li
- Hoya kanyakumariana A.N. Henry & Swamin.
- Hoya kenejiana Schltr.
- Hoya kentiana C.M. Burton
- Hoya kerrii Craib
- Hoya keysii F.M. Bailey
- Hoya kingdonwardii P.T. Li
- Hoya klossii S. Moore
- Hoya kuhlii (Blume) Koord.
- Hoya kwangsiensis Tsiang & P.T. Li
- Hoya lactea S. Moore
- Hoya lacuna Buch.-Ham. ex Wight
- Hoya lacunosa Blume
- Hoya lamchytoniae K. Schum.
- Hoya lamingtoniae F.M. Bailey
- Hoya lanceolaria S. Moore
- Hoya lanceolata Lindley in Donn
- Hoya lancilimba Merr.
- Hoya lantsangensis Tsiang & P.T. Li
- Hoya lasiantha Korthals ex Blume
- Hoya lasiogynostegia P.T. Li
- Hoya latifolia G. Don
- Hoya laurifolia Decne.
- Hoya laurifoliopsis Hochr.
- Hoya lauterbachii K. Schum.
- Hoya ledongensis S.Y. He & P.T. Li
- Hoya leembruggeniana Koord.
- Hoya leucantha S. Moore
- Hoya leucorhoda Schltr.
- Hoya leytensis Elmer ex C.M. Burton
- Hoya liangii Tsiang
- Hoya lii C.M. Burton
- Hoya limoniaca S. Moore
- Hoya lindaueana Koord.
- Hoya linearis Wall. ex D. Don
- Hoya lipoensis P.T. Li & Z.R. Xu
- Hoya litoralis Schltr.
- Hoya lobbii Hook. f.
- Hoya loheri Kloppenb.
- Hoya longifolia Wall. ex Wight
- Hoya loyceandrewsiana T. Green
- Hoya lutea Decne.
- Hoya luzonica Schltr.
- Hoya lyi H. Lév.
- Hoya macgillivrayi F.M. Bailey
- Hoya macrophylla Blume
- Hoya magnifica P.I. Forst. & Liddle
- Hoya magniflora P.T. Li
- Hoya maingayi Hook. f.
- Hoya manipurensis Deb
- Hoya marginata Schltr.
- Hoya maxima Teijsm. & Binn.
- Hoya mcgregorii Schltr.
- Hoya megalantha Turrill
- Hoya megalaster Warb. ex K. Schum. & Lauterb.
- Hoya mekongensis M.G. Gilbert & P.T. Li
- Hoya meliflua Merr.
- Hoya membranifolia Costantin
- Hoya mengtzeensis Tsiang & P.T. Li
- Hoya meredithii T. Green
- Hoya merrillii Schltr.
- Hoya micrantha Hook. f.
- Hoya microphylla Schltr.
- Hoya microstemma Schltr.
- Hoya minahassae Schltr.
- Hoya mindorensis Schltr.
- Hoya minima Costantin
- Hoya mitrata Kerr
- Hoya montana Schltr.
- Hoya motoskei Teijsm. & Binn.
- Hoya mucronulata Warb. ex K. Schum. & Lauterb.
- Hoya multiflora Blume
- Hoya multifolia
- Hoya myanmarica P.T. Li
- Hoya naumannii Schltr.
- Hoya neocaledonica Schltr.
- Hoya neoebudica Guillaumin
- Hoya neoguineensis Engl.
- Hoya nervosa Tsiang & P.T. Li
- Hoya nicholsoniae F. Muell.
- Hoya nicobarica R. Br. ex J. Traill
- Hoya nummularia Decne. ex Hook. f.
- Hoya nummularioides Costantin
- Hoya obcordata Hook. f.
- Hoya oblanceolata Hook. f.
- Hoya oblongacutifolia Costantin
- Hoya obovata Decne.
- Hoya obreniformis King
- Hoya obscura Elmer ex C.M. Burton
- Hoya obscurinervia Merr.
- Hoya obtusifolia Wight
- Hoya occlusa Ridl.
- Hoya odetteae Kloppenb.
- Hoya odorata Schltr.
- Hoya odoratissima Linden ex Regel
- Hoya oleoides Schltr.
- Hoya oligantha Schltr.
- Hoya oligotricha K.D. Hill
- Hoya onychoides P.I. Forst., Liddle & I. Liddle
- Hoya opposita G. Don
- Hoya orbiculata Wallich ex Wight
- Hoya oreogena Kerr
- Hoya oreostemma Schltr.
- Hoya orientalis P.T. Li
- Hoya ottolanderi Koord.
- Hoya ovalifolia Wight & Arn. in Wight
- Hoya oxycoccoides S. Moore
- Hoya pachyclada Kerr
- Hoya pachyphylla K. Schum. & Lauterb.
- Hoya pachypus S. Moore
- Hoya padangensis Schltr.
- Hoya pallida Lindl.
- Hoya panchoi Kloppenburg
- Hoya pandurata Tsiang
- Hoya paniculata (R. Br.) Spreng.
- Hoya papillantha K. Schum.
- Hoya papuana (Schltr.) Schltr.
- Hoya parasitica Wall. ex Wight
- Hoya parviflora Wight
- Hoya parvifolia Schltr.
- Hoya patella Schltr.
- Hoya pauciflora Wight
- Hoya paxtoni G. Nicholson
- Hoya pedunculata Schltr.
- Hoya peekelii Markgr.
- Hoya pendula Wight
- Hoya pentaphlebia Merr.
- Hoya perakensis Ridl.
- Hoya persicinicoronaria S.Y. He & P.T. Li
- Hoya philippinensis P.T. Li
- Hoya phyllura Schwartz
- Hoya picta (Blume) Miq.
- Hoya piestolepis Schltr.
- Hoya pilosa Seem.
- Hoya plicata King & Gamble
- Hoya polyneura Hook. f.
- Hoya polystachya Blume
- Hoya poolei C. T. White & Francis
- Hoya pottsii J. Traill
- Hoya praetorii Miq.
- Hoya pruinosa (Blume) Miq.
- Hoya pseudolanceolata Costantin
- Hoya pseudolittoralis C. Norman
- Hoya pseudomaxima Koord.
- Hoya pseudovalifolia Costantin
- Hoya pubens Costantin
- Hoya puber Blume
- Hoya pubescens Reinecke
- Hoya pubicalyx Merr.
- Hoya pubifera Elmer
- Hoya pulchella Schltr.
- Hoya pupurascens Teijsm. & Binn.
- Hoya purpurea Blume
- Hoya purpureo-fusca Hook.
- Hoya pusilla Rintz
- Hoya pusilliflora S. Moore
- Hoya pycnophylla Rech.
- Hoya quinquenervia Warb.
- Hoya quisumbingii Kloppenb.
- Hoya radicalis Tsiang & P.T. Li
- Hoya recurvifolia Zipp. ex Blume
- Hoya recurvula Kloppenb.
- Hoya reticulata Moon
- Hoya retusa Dalzell
- Hoya revolubilis Tsiang & P.T. Li
- Hoya revoluta Wight ex Hook. f.
- Hoya rhodostele Ridl.
- Hoya rhodostemma Schltr.
- Hoya ridleyi King & Gamble
- Hoya rigida Kerr
- Hoya rizaliana Kloppenb.
- Hoya rosea K. Schum.
- Hoya rotundifolia Siebold
- Hoya rubida Schltr.
- Hoya rufo-lanata Ridl.
- Hoya rumphii Blume
- Hoya rupicola (K.D. Hill) P.I. Forst. & Liddle
- Hoya ruscifolia Decne.
- Hoya salweenica Tsiang & P.T. Li
- Hoya samoensis Seem.
- Hoya sana F.M. Bailey
- Hoya sarcophylla Ridl.
- Hoya schallertiae C.M. Burton
- Hoya schlechteriana S. Moore
- Hoya schneei Schltr.
- Hoya scortechinii King & Gamble
- Hoya serpens Hook. f.
- Hoya shepherdi Short ex Hooker
- Hoya siamica Craib
- Hoya silvatica Tsiang & P.T. Li
- Hoya sogerensis S. Moore
- Hoya solaniflora Schltr.
- Hoya sororia K. Schum.
- Hoya speciosa Decne.
- Hoya stenophylla Schltr.
- Hoya suaveolens hort. Amst. ex Miquel
- Hoya subcalva Burkill
- Hoya subglabra Schltr.
- Hoya subquaterna Miq.
- Hoya subquintuplinervis Miq.
- Hoya sussuela Merr.
- Hoya telosmoides Omlor
- Hoya tenggerensis Bakh. f.
- Hoya teretifolia Griff. ex Hook. f.
- Hoya teysmanniana Miq.
- Hoya thomsonii Hook. f.
- Hoya tinervia hort. Mack. ex Regel
- Hoya tjadasmalangensis Bakh. f.
- Hoya tjampeaensis Hochr.
- Hoya torricellensis Schltr.
- Hoya treubiana Schltr.
- Hoya trigonolobos Schltr.
- Hoya trinervis J. Traill
- Hoya trukensis Hosok.
- Hoya tsangii C.M. Burton
- Hoya tsiangiana P.T. Li
- Hoya tsoi Merr.
- Hoya tsoii Merr.
- Hoya uncinata Teijsm. & Binn.
- Hoya upoluensis Reinecke
- Hoya vacciniiflora Schwartz
- Hoya vaccinioides Hook. f.
- Hoya variegata Siebold ex Morren
- Hoya variifolia Ridl.
- Hoya velutina Griff.
- Hoya venusta Schltr.
- Hoya verticillata (Vahl) G. Don
- Hoya villosa Costantin
- Hoya vitellina Blume
- Hoya vitellinoides Bakh. f.
- Hoya vitiensis Turrill
- Hoya volubilis Griff.
- Hoya wallichiana Decne.
- Hoya wallichii (Wight) C.M. Burton
- Hoya wariana Schltr.
- Hoya wayetii Kloppenb.
- Hoya wightiana Thwaites
- Hoya wightii Hook. f.
- Hoya wrayi King & Gamble
- Hoya yuennanensis Hand.-Mazz.
- Hoya zollingeriana Miq.

## Synonymes
- Sperlingia Vahl, Skr. Naturhist.-Selsk. 6: 112. 1810
- Schollia Jacq., Eclog. Pl. Rar. 1: 5. Oct 1811.
- Physostelma Wight, Contr. Bot. India: 39. Dec 1834
- Pterostelma Wight, Contr. Bot. India: 39. Dec 1834
- Triplosperma G.Don, Gen. Hist. 4: 134 (1837)
- Centrostemma Decne., Ann. Sci. Nat. Bot., s 2,9: 271. Mai 1838
- Cyrtoceras Bennett, Pl. Jav. Rar.: 90. t. 21. 4-7 Jul 1838
- Codonanthus Hassk., Flora 25(2, Beibl. 1): 24 (1842)
- Cystidianthus Hassk., Cat. Hort. Bot. Bogor.: 126. (1844)
- Acanthostemma (Blume) Blume, Rumphia 4: 29. Oct (sero) 1849
- Cathetostemma Blume, Rumphia 4: 30 (1849)
- Otostemma Blume, Mus. Bot. 1: 59. Nov (?) 1849
- Plocostemma Blume, Mus. Bot. 1: 59. Nov 1849
- Triacma Hasselt ex Miq., Fl. Ned. Ind. 2: 523 (1857).
- Astrostemma Benth., Hooker's Icon. Pl. 14: 7, t. 1311 (1880)
- Absolmsia Kuntze, Rev. Gen. Pl. 2: 417. 5 Nov 1891
- Anatropanthus Schltr., Beibl. Bot. Jahrb. Syst. 40(3, Beibl. 92): 18. (1908)
- Clemensia Schltr., Repert. Spec. Nov. Regni Veg. 13: 542 (1915), nom. illeg.
- Micholitzia N.E.Br., Bull. Misc. Inform. 1909: 358. Oct 1909
- Clemensiella Schltr. Spec. Nov. Regni Veg. 13: 566. 1915
- Madangia P.I.Forst., Liddle & I.M.Liddle, Austrobaileya 5: 54. 1997
- Eriostemma (Schltr.) Kloppenb. & Gilding, Fraterna 14(1): 14 (2001).
- Antiostelma (Tsiang & P.T.Li) P.T.Li, Novon 2: 218. 1992.